# 拉富拉热尔站
拉富拉热尔站是法国东南部城市马赛的一个地铁车站，是马赛地铁1号线的东侧起点。

## 站名
"拉富拉热尔"是这一街区的名称，法语含义为"军衔绶带"。

## 位置
拉富拉热尔站位于马赛市区的东部，属于12区。车站呈东西走向，是一个地下车站，有自动升降梯连接地面。

## 设施
拉富拉热尔站内设有自动售票机及无障碍设施。

## 站台设置
| 北↑ |      |                              |
|     | 侧式 |                              |
|     |      | 玫瑰-贡贝尔城堡科技园站方向← |
|     |      | （仅下客）                   |
|     | 侧式 |                              |
| 南↓ |      |                              |

## 配套交通

### 城市公共交通
| 拉富拉热尔站附近的公共交通线路 |            |          |
| 公交车站名称                   | 位置       | 停靠线路 |
| 地铁拉富拉热尔站               | 地铁站附近 |          |
| 1.                             |            |          |

此外，当地铁线路发生故障或施工时，马赛交通局可能提供临时摆渡车。

## 临近车站
| 拉富拉热尔站（La Fourragère）  |               |          |
| 上行车站                       | 线路          | 下行车站 |
| 圣巴尔纳贝站 420m ←            | 马赛地铁1号线 | （终点） |
| - 本表仅显示运营中的线路及车站 |               |          |